# Dehnschraube

Einfache Dehnschraube

Eine Dehnschraube ist eine merklich elastisch dehnbare Schraube höherer Festigkeitsklasse. Sie verhält sich in einer Schraubenverbindung dank eines schlanken und besonders langen Schafts wie eine vorgespannte Zugfeder.
Die durch das Anziehen im gedehnten Schaft erzeugte Zugkraft mindert sich nur wenig, wenn sich die Schraubverbindung später durch plastische Verformung setzt. Deshalb kann die entsprechende Verschraubung ohne zusätzliche Verdrehsicherung auskommen. Sie kann sich nicht lockern, ist also selbstsichernd.
Bei wechselnder Beanspruchung durch eine zeitlich veränderliche Kraft dehnt sich die Schraube weiter (Krafterhöhung), ohne überdehnt zu werden, bzw. sie zieht sich etwas zusammen (Kraftminderung), ohne sich zu lockern.

## Bauform
Zur Aufnahme zusätzlicher elastischer Verformungsarbeit ist der Schaft (zylindrischer Teil ohne Gewinde) länger als bei einer Standardschraube. Gleichzeitig ist sein Durchmesser kleiner als der Kerndurchmesser des Gewindes, damit dieses nicht mehr das schwache Element der Schraube ist.
Die miteinander zu verbindenden Teile sind häufig zu dünn für eine Dehnschraube. Dann wird eine lange Hülse „untergelegt“. Diese ist als weiteres elastisch verformbares Bauteil willkommen. Solche Dehnschraubenverbindungen mit vorstehenden Schrauben sind geometrisch auffällig.

## Funktion
Die Verwendung einer Dehnschraube verhindert, dass Längenänderungen im Betrieb – z. B. durch Temperaturänderungen bei hoher unterschiedlicher Wärmedehnung zwischen der Schraube und den zu befestigenden Bauteilen – zu starken Kraftänderungen führen; Schrauben normaler Schaftlänge würden nämlich in diesem Fall:
- sich stärker ausdehnen/weniger stark schrumpfen als die zu verbindenden Teile und damit weniger gedehnt/gespannt, wodurch die bei der Montage erzeugte Vorspannung verschwindet und die Schraube locker wird, oder
- sich weniger stark ausdehnen/stärker schrumpfen als die zu verbindenden Teile und damit stärker gedehnt/gespannt, wodurch plastische Verformung bis zur Lockerung der Schraube eintritt oder trennende Verformung in Gewinde bzw. Schaft und damit Zerstörung der Verbindung.

Eine Dehnschraubenverbindung ist auch von Vorteil bei Wechselbeanspruchung, d. h. bei schneller Änderung der Belastung zwischen Null und Maximalwert. Last-Stöße werden durch die Dehnung gemildert. Für die Wechselfestigkeit der Schraube ist nicht mehr die Kerbwirkung des Gewindes das begrenzende Phänomen, sondern der schlankere Schaft.

## Anwendungen
Am häufigsten werden Dehnschrauben in Verbrennungsmotoren verwendet. Außer Betrieb und im Dauerbetrieb haben alle Teile temperaturabhängige unterschiedliche Betriebsmaße. Dehnschrauben ermöglichen u. a., dass die Zylinderkopfdichtung in beiden genannten Betriebszuständen ausreichend stark zusammengepresst wird. Bei Verwendung „starrer“ Standardschrauben wäre das wegen der großen thermischen Dehnung des aus Aluminium bestehenden Zylinderkopfs nicht möglich. 
Eine Dehnschraubenverbindung ist immer mit der vorgesehenen Vorspannung zu erstellen. Die Montage hat sorgfältig kontrolliert zu erfolgen. Die Zylinderkopfschrauben am 1,6-l-Benzin-Motor im VW Golf III werden z. B. nach folgendem Schema angezogen:
1. Stufe 40 Nm
2. Stufe 60 Nm
3. Stufe +90° (1/4 Umdrehung)
4. Stufe +90° (1/4 Umdrehung).

Bei sehr großen Motoren und anderen großen Maschinen werden Montagevorrichtungen verwendet, mit denen es möglich ist, die Schrauben während des Einbaus mechanisch gedehnt zu halten. Eine andere Möglichkeit ist, die Schrauben durch starke Erwärmung verlängert einzubauen. In beiden Fällen werden sie ohne zusätzliches Drehmoment nur bis zum Aufsetzen der Köpfe eingedreht. Die Vorspannung stellt sich nach Entfernen der Vorrichtung bzw. nach Erkalten der Schrauben ein.
Oft sind Dehnschrauben bis zur möglichen Materialgrenze ausgelegt, so dass an den Schaftenden (Gewinde, Kopf) zunächst Spannungsspitzen im plastischen Bereich entstehen und beim ersten Betrieb durch Verformung abgebaut werden. Diese Schrauben müssen bei Reparaturen gegen neue ausgetauscht und dürfen nicht wieder montiert werden, da ihr Material durch Überdehnung geschädigt wurde und sie dadurch brechen können.
Im weitesten Sinn können auch Fahrradspeichen als Dehnschrauben betrachtet werden. Sie haben ein Gewinde und unterliegen einer andauernden Wechselbelastung. Entsprechend sind dünnere Speichen dehnfähiger und halten länger als dickere.

## Auslegung
Beim Entwurf einer Schraubenverbindung arbeitet der Konstrukteur vorteilhaft mit dem Verspannungsdiagramm nach Felix Rötscher (Rötscher-Diagramm). Dieses komplexe Diagramm berücksichtigt die federnden Eigenschaften aller beteiligten Teile und stellt ihre Wirkung in der Verbindung anschaulich dar. Es enthält zusammenfassend je eine Kennlinie Kraft über Weg (Federkennlinie) für die gedehnten und für die gestauchten Teile. Beide treffen sich in einem gemeinsamen Punkt, der von der Vorspannkraft vorgegeben und Bezugspunkt für die zu untersuchenden Änderungen im Betrieb ist. Die Schraubenverbindung wird dabei so ausgelegt, dass die verbundenen Teile bei den maximal auftretenden Kräften nicht voneinander abheben und die zulässige Festigkeit der Schraube nicht überschritten wird.